# Campeonato Gaúcho de Futebol de 1925
O Campeonato Gaúcho de Futebol de 1925, foi a quinta edição da competição no Estado do Rio Grande do Sul. Após dois anos sem ocorrer devido à Revolução de 23, foi retomado o campeonato. Os clubes continuavam a ser selecionados para a competição através dos campeonatos citadinos, que classificavam para as seletivas regionais. O campeão deste ano foi o Bagé, conquistando o título de forma invicta.

## Participantes
| Equipe               | Cidade                | Classificação                     | Participação |
| -------------------- | --------------------- | --------------------------------- | ------------ |
| Bagé                 | Bagé                  | Campeão Citadino de Bagé          | 2ª           |
| Grêmio               | Porto Alegre          | Campeão Citadino de Porto Alegre  | 5ª           |
| Grêmio Santanense    | Santana do Livramento | Campeão Sant'Ana do Livramento    | 1ª           |
| Guarany              | Cruz Alta             | Campeão Citadino de Cruz Alta     | 3ª           |
| Juventude            | Caxias do Sul         | Campeão Citadino de Caxias do Sul | 3ª           |
| 14 de Julho          | Passo Fundo           | Campeão Citadino de Passo Fundo   | 2ª           |
| 15 de Novembro       | Dom Pedrito           | Campeão Citadino de Dom Pedrito   | 2ª           |
| General Osório       | Rio Grande            | Campeão Citadino de Rio Grande    | 1ª           |
| Bataclan F.C         | Santa Maria           | Campeão Citadino de Santa Maria   | 1ª           |
| Guarani de Alegrete  | Alegrete              | Campeão Citadino de Alegrete      | 3ª           |
| Guarani de Cachoeira | Cachoeira do Sul      | Campeão de Cachoeira do Sul       | 1ª           |
| Uruguaiana           | Uruguaiana            | Campeão Citadino de Uruguaiana    | 2ª           |
| Novo Hamburgo        | Novo Hamburgo         | Campeão Citadino de N. Hamburgo   | 1ª           |
| Pelotas              | Pelotas               | Campeão Citadino de Pelotas       | 1ª           |
| Serrano              | Carlos Barbosa        | Campeão de Carlos Barbosa         | 1ª           |
| Taquarense           | Taquara               | Campeão Citadino de Taquara       | 1ª           |

## Campeões Zonais
| Equipe            | Cidade        | Campeão Regional | Participação | Participação | Participação | Melhor campanha   |
| Equipe            | Cidade        | Campeão Regional | Consec       | Total        | Última       | Melhor campanha   |
| ----------------- | ------------- | ---------------- | ------------ | ------------ | ------------ | ----------------- |
| Bagé              | Bagé          | Sul              | 2ª           | 2ª           | 1922         | 4º Lugar (1922)   |
| Grêmio            | Porto Alegre  | Metropolitana    | 5ª           | 5ª           | 1922         | Campeão (2 vezes) |
| Grêmio Santanense | Livramento    | Fronteira        | 1ª           | 1ª           | —            | —                 |
| Guarany           | Cruz Alta     | Serra            | 2ª           | 2ª           | 1922         | 3º Lugar (1922)   |
| Juventude         | Caxias do Sul | Noroeste         | 1ª           | 1ª           | —            | —                 |

## Regulamento
Ocorreu uma alteração no modo de disputa da fase final, diferente das edições anteriores, quando havia sido disputados quadrangulares. Desta vez, ocorreu a disputa de jogos eliminatórios.

## Tabela

### Citadinos
Citadino de Bagé

20.09.1925

Bagé 3 x 1 Guarany

29.09.1925

Guarany 0 x 1 Bagé

### Regionais
Primeira Região

Campeonato de Porto Alegre

Grêmio campeão
Segunda Região

Taquarense 1-0 Novo Hamburgo
Terceira Região

Juventude 1-0 Carlos Barbosa
Quarta Região

18 Outubro

Bataclan 5-2 Guarany Cachoeira do Sul
Quinta Região

Guarani CA v. 14 de Julho - Passo Fundo
Sexta Região

11 Outubro

Pelotas 4-0 Gen. Osório - Rio Grande
Sétima Região

Bagé 4-2 15 de Novembro  - Dom Pedrito
Oitava Região

Uruguaiana não disputou por não conseguir inscrever seus jogadores na Federação.
Nona Região

Guarani Alegrete 0-1 Grêmio Santanense

### Finais Zonais
Zona Metropolitana:

Grêmio, campeão do Campeonato Citadino de Porto Alegre
Final Zona Noroeste:

Juventude 3-1 Taquarense
Final Zona Serra:

01 Novembro

Guarani CA 3-2 Bataclan
Final Zona Sul:

01 Novembro

Bagé 1-0 Pelotas
Final Zona Fronteira:

Grêmio Santanense, campeão

### Fase preliminar
| 15 de novembro de 1925 | Guarany de Cruz Alta      | 2 – 1 | Juventude   |  |
|                        | Gol marcado · Gol marcado |       | Gol marcado |  |

### Semifinais
| 15 de novembro de 1925 | Bagé                                    | 3 – 1 | Grêmio Santanense |  |
|                        | Gol marcado · Gol marcado · Gol marcado |       | Gol marcado       |  |

| 19 de novembro de 1925 | Grêmio      | 1 – 0 | Guarany de Cruz Alta |  |
|                        | Gol marcado |       |                      |  |

### Final
| 22 de novembro de 1925 | Grêmio | 1 – 2     | Bagé     | Baixada, Porto Alegre (RS) |
|                        | Feio   | Relatório | Oliveira |                            |

|  | Grêmio | Bagé |

| GRÊMIO:    |  |               |  |
|            |  |               |  |
| G          |  | Lara          |  |
| Z          |  | Sardinha      |  |
| Z          |  | Neco          |  |
| M          |  | Macarrão      |  |
| M          |  | Feio          |  |
| M          |  | Zeca          |  |
| A          |  | Coró          |  |
| A          |  | Cói           |  |
| A          |  | Olverio       |  |
| A          |  | Luiz Carvalho |  |
| A          |  | Meneghini     |  |
| Treinador: |  |               |  |
|            |  |               |  |

| BAGÉ:      |  |                  |  |
|            |  |                  |  |
|            |  |                  |  |
| G          |  | Júlio Amaral     |  |
| Z          |  | Antônio          |  |
| Z          |  | Fortunato        |  |
| M          |  | Misael Romero    |  |
| M          |  | Candiota         |  |
| M          |  | Catulino Moreira |  |
| A          |  | Leonardo         |  |
| A          |  | Pascoalito       |  |
| A          |  | Oliveira         |  |
| A          |  | Páschoa          |  |
| A          |  | João Amaral      |  |
| Treinador: |  |                  |  |
|            |  |                  |  |

| Gauchão 1925                     |
| -------------------------------- |
| Bagé Campeão Invicto (1º título) |

## Dados Históricos
- O Bagé, com a conquista do título estadual de 1925, foi o primeiro clube a ter escrito seu nome na taça de prata oferecida pela então CBD (Confederação Brasileira de Desportos), atual CBF, que anos depois de ficaria de posse definitiva do Grêmio.[3]
- O centésimo gol da história do Bagé fora marcado na decisão da competição, pelo atacante Oliveira, contra o Grêmio.[4]